# Classe Astute
La classe Astute est une classe de sept sous-marins nucléaires d'attaque (SNA) commandée par la Royal Navy.
Cette nouvelle classe remplacera les SNA de la classe Trafalgar et de la classe Swiftsure à partir des années 2010. Le premier a été lancé en 2007 et mis en service le 27 août 2010.

## Historique

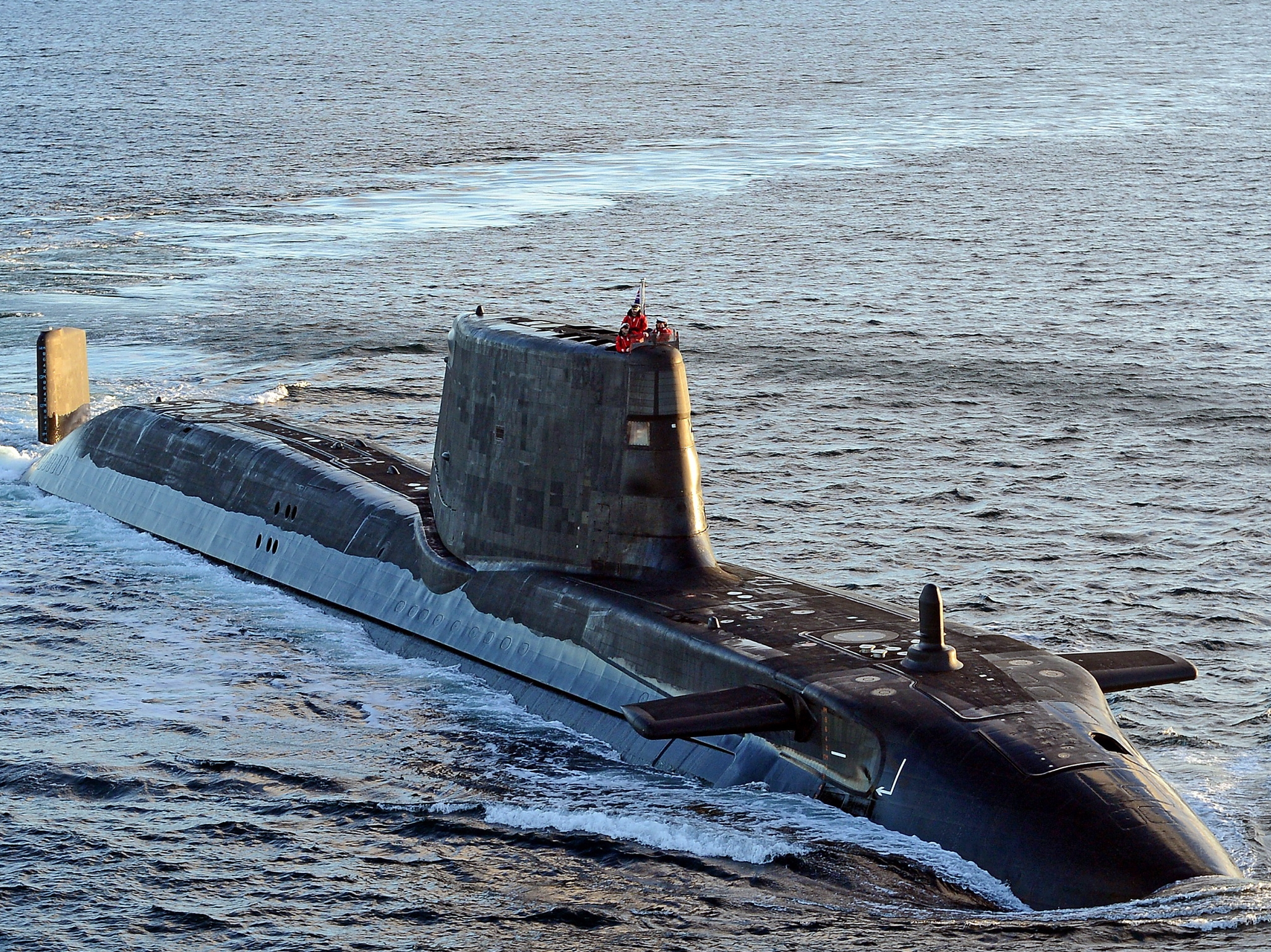
Le HMS Ambush en décembre 2012.

La construction de cette première classe de sous-marins britanniques construits au XXIe siècle à Barrow-in-Furness a subi beaucoup de retard et le coût du programme a largement excédé les prévisions initiales. À l'origine, le premier exemplaire aurait dû entrer en service en juin 2005, et alors que le programme devait coûter environ 5 milliards de livres sterling, il est estimé en 2009 à environ 6,7 milliards de livres, soit un prix unitaire équivalent à celui de la classe Virginia de l'US Navy. Avec les retards, il est prévu en 2021 que la septième unité entre en service en 2026.
Le HMS Astute, premier sous-marin de cette classe, est actuellement en service. Le second, le HMS Ambush, a été lancé le 6 janvier 2011. En 2012, lors de l'exercice conjoint Fellowship, Astute a effectué des batailles simulées avec le dernier sous-marin de classe Virginia de la marine des États-Unis, l'USS New Mexico. Un communiqué de presse du gouvernement a indiqué que les Américains étaient « surpris » par les capacités de l’Astute. Le commandant de la Royal Navy, Iain Breckenridge, déclare à cette occasion : « Notre sonar est fantastique et je n'avais jamais auparavant fait l'expérience de tenir un sous-marin à la distance où nous tenions l'USS New Mexico. Les Américains ont été complètement déconcertés, époustouflés par ce qu'ils voyaient. »

## Liste des bâtiments
| Nom           | Immatriculation | Mise sur cale   | Date de lancement | Mise en service |
| ------------- | --------------- | --------------- | ----------------- | --------------- |
| HMS Astute    | S 119           | 31 janvier 2001 | 8 juin 2007       | 27 août 2010    |
| HMS Ambush    | S 120           | 22 octobre 2003 | 6 janvier 2011    | 1er mars 2013   |
| HMS Artful    | S 121           | 11 mars 2005    | 17 mai 2014       | 18 mars 2016    |
| HMS Audacious | S 122           | 24 mars 2009    | 28 avril 2017     | 3 avril 2020    |
| HMS Anson     | S 123           | 13 octobre 2011 | 19 avril 2021     | 31 août 2022    |
| HMS Agamemnon | S 124           | 18 juillet 2013 | 3 octobre 2024    | 2025            |
| HMS Achilles  | S 125           | 14 mai 2018     |                   | 2026            |

## Caractéristiques
Les appareils propulsifs des sous-marins britanniques sont testés au centre d'essai français DGA Techniques hydrodynamiques.
La suite Sonar est S2076 Stage 5 de THALES.
| Caractéristique | Classe Suffren                        | Seawolf                  | Virginia                 | Akula                                    | Iassen                         | Classe Trafalgar   | Astute             |
| --- | ------------------------------------- | ------------------------ | ------------------------ | ---------------------------------------- | ------------------------------ | ------------------ | ------------------ |
| Pays | France                                | États-Unis               | États-Unis               | Russie                                   | Russie                         | Royaume-Uni        | Royaume-Uni        |
| Mise en service | 2022-2029                             | 1997-2005                | 2004-                    | 1984-2001                                | 2013-                          | 1983-1991          | 2007 -             |
| Unités construites / à construire(a) | 3/3                                   | 3/0                      | 19/17                    | 15/0                                     | 3/6                            | 7/0                | 4/3                |
| Longueur | 99,5 m                                | 108 m                    | 115 m                    | 110,6 m                                  | 119 m                          | 85,4 m             | 97 m               |
| Maître-bau | 8,8 m                                 | 7,6 m                    | 10 m                     | 13,6 m                                   | 13 m                           | 9,8 m              | 11,3 m             |
| Tirant d'eau | 7,3 m                                 | 6,4 m                    | ?                        | 10,4 m                                   | ?                              | 9,5 m              | 10 m               |
| Déplacement en plongée | 5 300 t                               | 9 138 t                  | 7 900 t                  | ~13 000 t                                | 13 800 t                       | 5 200 t            | 7 800 t            |
| Vitesse(b) | 25 nœuds (46 km/h)                    | 35 nœuds (65 km/h)       | 25 nœuds (46 km/h)       | 28 nœuds (52 km/h)                       | 28 nœuds (52 km/h)             | 30 nœuds (56 km/h) | 29 nœuds (54 km/h) |
| Profondeur(c) | 350 m                                 | 490 m                    | > 240 m                  | 520 m                                    | 450 m                          |                    | > 300 m            |
| Équipage | 70                                    | 140                      | 135                      | 85                                       | 90                             | 130                | 98                 |
| Armement(d) : - Torpilles - Missiles antinavires - Missiles de croisière | F21 Exocet Missile de croisière naval | Mark 48 Harpoon Tomahawk | Mark 48 Harpoon Tomahawk | Type 65 ou 53 RPK 6 ou 7 RK-55 ou Kalibr | Type 65 Kalibr ou Oniks Kh-101 | Spearfish Tomahawk | Spearfish Tomahawk |
| Nbre armes dont : - Tubes lance-torpilles - Salle des torpilles - Armes à lanct vertical | 24 4 20 0                             | 14 4 10 0                | 38 4 22 12               | 40 8 32 0                                | 72 10 30 32                    | 35 5 30 0          | 38 6 32 0          |
| Autres caractéristiques |                                       |                          |                          |                                          |                                |                    |                    |
| (a) : Situation courant 2020. Y compris des unités désarmées (par exemple pour les classes Rubis ou Akula) (b) : la valeur exacte n'est pas disponible. La vitesse à laquelle la marche du sous-marin est silencieuse (caractéristique essentielle) n'est pas disponible. (c) : la valeur exacte n'est pas disponible. (d) : L'emport de mines ou de drones sous-marins, caractéristique commune à tous les modèles n'est pas précisée. (e) : Les caractéristiques des sonars (portée,...) le niveau sonore, et d'autres caractéristiques essentielles, ne sont pas disponibles. |                                       |                          |                          |                                          |                                |                    |                    |